# Скрун (Нью-Йорк)
Скрун (англ. Schroon) — місто (англ. town) в США, в окрузі Ессекс штату Нью-Йорк. Населення — 1880 осіб (2020).

## Демографія
Згідно з переписом 2010 року, у місті мешкали 1654 особи в 755 домогосподарствах у складі 460 родин. Було 2258 помешкань
Расовий склад населення:
| - 96,4 % — білих - 0,5 % — корінних американців - 0,4 % — азіатів - 0,3 % — чорних або афроамериканців |

До двох чи більше рас належало 1,6 %. Частка іспаномовних становила 1,4 % від усіх жителів.
За віковим діапазоном населення розподілялося таким чином: 18,1 % — особи молодші 18 років, 57,6 % — особи у віці 18—64 років, 24,3 % — особи у віці 65 років та старші. Медіана віку мешканця становила 49,4 року. На 100 осіб жіночої статі у місті припадало 91,2 чоловіків;  на 100 жінок у віці від 18 років та старших — 88,7 чоловіків також старших 18 років.
Середній дохід на одне домашнє господарство  становив 58 175 доларів США (медіана — 33 929), а середній дохід на одну сім'ю — 74 301 долар (медіана — 71 250). Медіана доходів становила 56 518 доларів для чоловіків та 39 583 долари для жінок. За межею бідності перебувало 7,7 % осіб, у тому числі 10,9 % дітей у віці до 18 років та 5,4 % осіб у віці 65 років та старших.
Цивільне працевлаштоване населення становило 435 осіб. Основні галузі зайнятості: освіта, охорона здоров'я та соціальна допомога — 28,7 %, роздрібна торгівля — 20,7 %, мистецтво, розваги та відпочинок — 16,8 %.